# 鈴木とーる
鈴木 とーる（すずき とーる、1970年9月26日 - ）は、愛知県出身の俳優・ダンサー。
有限会社ネオ・エージェンシー所属。劇団ショーGEKI リーダー。
身長172cm、体重70kg。
特技はクラシックバレエ、ジャズダンスである。

## おもな出演

### 舞台
ショーGEKI公演（作・演出：羽広克成） 
- 「チャンピオン」（新宿・全労済ホール スペース・ゼロ）
- ショーGEKI パフォーマンスシアター ザ・チャレンジ「スリル」（下北沢・「劇」小劇場）
- ショーGEKI大魔王「DREAMS」（新宿・シアターモリエール）
- ショーGEKI チャレンジ「キャスト」（下北沢・「劇」小劇場）
- ショーGEKI大魔王「八犬伝」（新宿・全労済ホール スペースゼロ）
- ショーGEKI チャレンジ「サウンド・アラウンド・グラウンド」（下北沢・「劇」小劇場）
- ショーGEKI大魔王「ドラゴン」（新宿・全労済ホール スペースゼロ]）
- ショーGEKI大魔王「幕末剣舞烈風伝『新撰組』」 「幕末革命児伝『維新士』」（新宿・全労済ホール スペースゼロ）
- 「ガンバレ」（下北沢・「劇」小劇場）
- 「ダンパチ」（下北沢・「劇」小劇場）
- ショーGEKI大魔王「ウイングス」（新宿・全労済ホール スペースゼロ）
- 「ダンパチ2/オールキャスト」（新宿・シアターモリエール）
- 「ダンパチ3」（下北沢・「劇」小劇場）
- 「東京工業大学 工大祭2005」
- 「僕たちのクラブ活動」＠club asia男・汗・善・席（マンカンゼンセキ）（渋谷・club asia）
- ショーGEKI大魔王「チャンピオン/チャンピオン2」（全労済ホール スペースゼロ）
- 下北沢演劇祭り参加作品「ゴ→カク〜密室のオーディション〜」（下北沢・「劇」小劇場）
- 「ダンパチ4」（下北沢・「劇」小劇場]）
- 「ダンパチ・立教大学学園祭スペシャルライヴ」
- 「ギャンブリング俺最愛・最強の女/ダンパチベストヒット」（新宿・全労済ホール スペースゼロ）
- 「ダンパチ5」下北沢・「劇」小劇場）
- 「壁を叩け、歌を叫べ」（新宿・シアターモリエール）
- 「ダンパチロック」（下北沢・「劇」小劇場）
- 「ザンダルド」（新宿・シアターモリエール）
- 「ダンパチ7」下北沢・「劇」小劇場）
- ショーGEKI 10周年本公演！ショーGEKI大魔王「大逃亡〜義経と弁慶〜」（新宿・全労済ホール スペースゼロ）
- 「ベッドトークバトル」（下北沢「劇」小劇場）
- ショーGEKI大魔王「マスカラッド」（新宿・全労済ホール スペースゼロ）
- ショーGEKI大魔王「幕末剣舞烈風伝 新撰組」（下北沢・本多劇場）
- 「ダンパチ9」（下北沢・「劇」小劇場）
- ショーGEKIワールド「ドコニ・私の元気」（新宿・シアターモリエール）
- 「ダンパチ10」（下北沢「劇」小劇場）
- ショーGEKI大魔王2012ロックミュージカル「マリオネット」（新宿・全労済ホール スペースゼロ）
- 下北ショーGEKI夏祭り2013「ダンパチ11・インディアンズ」（下北沢・「劇」小劇場）
- 下北ショーGEKI夏祭り2014「ダンパチ改 新生」（下北沢・「劇」小劇場）

### テレビドラマ
- 「東京バンドワゴン」（NTV）
- 「35歳の高校生」（NTV）
- 土曜プレミア「世にも奇妙な物語 2012年 春の特別編」（CX）
- 「ギルティ」（CX）
- ドラマ「TOKYO23区の女-練馬区の女-」（CX）
- 孤独のグルメ Season8 第7話    （2019年11月16日、テレビ東京） -  常連夫婦客・夫 役
- 「悪女（わる）働くのがカッコ悪いなんて誰が言った?」第5話（2022年5月11日、NTV）
- 「特捜9」season5 第11話（2022年6月15日、EX）
- 相棒 Season21（2023年） - 「薔薇と髭と…」従業員・クミ 役
- 肝臓を奪われた妻 第9話（2024年5月29日、日本テレビ） - 中村聖子の担当医 役